# Nowostawce (obwód lwowski)
Nowostawce (ukr. Новоставці) – wieś na Ukrainie, w obwodzie lwowskim, w rejonie szeptyckim.

## Historia
Wieś starostwa szczurowickiego, położona była w XVIII wieku w powiecie buskim. Pod koniec XIX w. część wsi Laszków i folwark w powiecie brodzkim.
Do 2020 w rejonie radziechowskim.